# Rocky Point (Waszyngton)
Rocky Point – jednostka osadnicza w Stanach Zjednoczonych, w stanie Waszyngton, w hrabstwie Kitsap.